# Хроника города Аугсбурга от основания до 1469 года
«Хро́ника го́рода Ау́гсбурга от основа́ния до 1469 го́да» (нем. Chronik der Stadt Augsburg von der Gründung bis zum Jahre 1469 или Augsburger Chronik von der Gründung der Stadt bis zum Jahr 1469) — анонимная немецкоязычная хроника.

## Сюжет
Хроника написана на немецком языке и представляет собой рассказ об истории (частично мифологической) города Аугсбурга с 1351 года до н. э. до 1469 года. Содержание хроники отличается от того, что содержится в написанной на латыни хронике Chronographia Augustensitum Сигизмунда Майстерлина, но обе придерживаются одинакового плана. Первая часть начинается с рассказа о том, как между реками Лех и Вертах швабами был основан город, названный Винделикой (Vindelica). Затем рассказывается о том, как амазонки научили жителей города пользоваться оружием и как жители применяли его против римлян. Далее хроника даёт широкий экскурс о первых римских Императорах, Папах и епископах. После эпохи Карла Великого повествование касается уже преимущественно Аугсбурга. Во второй части хроники (начало XIV — середина XV веков) идёт речь о политической и коммерческой истории города, о налогах, происшествиях, преступлениях, постройках и значимых персонажах, имевших отношение к городу. В конце хроники называются по имени действовавшие на момент её окончания городские чиновники — бургомистр Радавер (Radawer), баумайстер (то есть человек, ответственный за городское строительство) Штраусс (Strauß) и городской писарь Валентайн (Valentein), которого некоторые исследователи называют предположительным автором хроники.

## История
Хроника написана в 1469 году, к которому относится и завершение повествования. Автор явно использовал в своём сочинении более старую «Хронику города Аугсбурга от 1368 до 1406 годов», но не только её, поскольку в его сочинении содержатся эпизоды, отсутствующие в той хронике. Возможно, автор хроники использовал некий не обнаруженный пока источник, который кроме него использовали также более поздние авторы, в сочинениях которых имеются эпизоды, отсутствующие в этой хронике, — Эрхард Вараус, Гектор Мюлих, Буркхард Цингг и другие. Единственный сохранившийся рукописный вариант хроники хранится в Берлинской городской библиотеке и датируется концом XV века.